# Vrads Sogn
Vrads Sogn er et sogn i Silkeborg Provsti (Århus Stift).
I 1800-tallet var Bryrup Sogn og Vrads Sogn annekser til Vinding Sogn. Vrads Sogn hørte til Vrads Herred, de to andre til Tyrsting Herred, begge i Skanderborg Amt. Vinding-Bryrup-Vrads sognekommune blev ved kommunalreformen i 1970 indlemmet i Them Kommune, som ved strukturreformen i 2007 indgik i Silkeborg Kommune.
I Vrads Sogn ligger Vrads Kirke.
I sognet findes følgende autoriserede stednavne:
- Ansø (areal)
- Bavnhede (areal)
- Blæsbjerge (areal)
- Blåbærhøj (areal)
- Bredlund (bebyggelse)
- Bredlund Plantage (areal)
- Godrum (bebyggelse, ejerlav)
- Grane Plantage (areal)
- Hjøllund (bebyggelse)
- Knop (bebyggelse)
- Kongsø Plantage (areal)
- Kulsø (vandareal)
- Langbjerg Plantage (areal)
- Lille Bredlund (bebyggelse, ejerlav)
- Lille Hjøllund (bebyggelse)
- Munkhøj (areal)
- Sillerup Plantage (areal)
- Snabegård Plantage (areal)
- Store Bredlund (bebyggelse, ejerlav)
- Store Hjøllund (bebyggelse, ejerlav)
- Store Hjøllund Plantage (areal)
- Svinsbjerg (bebyggelse)
- Torup (bebyggelse, ejerlav)
- Torup Sø (vandareal)
- Tyklund (bebyggelse)
- Vrads (bebyggelse, ejerlav)
- Vrads Sande (areal)